# Charles Oscar Brink
Charles Oscar Brink FBA (geboren als Karl Oskar Levy, * 13. März 1907 in Berlin-Charlottenburg; † 2. März 1994 in Cambridge) war ein britischer Klassischer Philologe deutscher Herkunft. Er war von 1954 bis 1974 Kennedy Professor of Latin an der University of Cambridge und wirkte 1969 als Mitglied der Internationalen Thesaurus-Kommission an der Leitung des Thesaurus Linguae Latinae mit. Seine Forschungsarbeit war der antiken Geistes- und Ideengeschichte gewidmet.

## Leben
Karl Oskar Levy war der älteste Sohn einer assimilierten jüdischen Familie des gehobenen Bürgertums. Sein Vater Arthur Levy II war promovierter Rechtsanwalt. In seiner Jugend zeigte Levy großes musikalisches Talent und erhielt neben dem Schulunterricht auch Privatstunden in Komposition. Später entschied er sich gegen eine Laufbahn als Dirigent und für ein geisteswissenschaftliches Studium.
Levys Familie gehörte dem jüdischen Glauben an, praktizierte ihn jedoch nicht. Karl Oskar Levy trat am 31. August 1931 der evangelischen Kirche bei und änderte seinen Familiennamen zu „Brink“.

### Studium in Berlin und Oxford (1925–1931)
Nach der Reifeprüfung studierte Brink ab 1925 Philosophie und Klassische Philologie an der Friedrich-Wilhelm-Universität Berlin. Er hörte Vorlesungen bei dem Philosophen Eduard Spranger und bei den Philologen Eduard Norden, Paul Maas, Ulrich von Wilamowitz-Moellendorff und Werner Jaeger, die ihn stark beeinflussten. Auf Jaegers Anraten verbrachte er das Sommersemester 1928 an der University of Oxford, wo er den Philosophen William David Ross, den Philologen Albert Curtis Clark und den Historiker Hugh Last hörte. 1931 schloss Brink sein Studium in Berlin mit dem Ersten Staatsexamen für das höhere Lehramt ab.
1933 wurde Brink bei Werner Jaeger zum Dr. phil. promoviert. In seiner Dissertation behandelte er die Aristoteles zugeschriebene Schrift Magna Moralia und etablierte sich als Spezialist zur Philosophenschule des Aristoteles, des Peripatos.

### Arbeit beim Thesaurus in München (1933–1938)
Ab dem 20. April 1933 arbeitete Brink als Assistent beim Thesaurus Linguae Latinae in München, wo er an der Erstellung der Lexikoneinträge mitwirkte. Seine Stelle wurde durch ein fünfjähriges Stipendium der Rockefeller-Stiftung finanziert. Dass er als Jude während der Zeit des Nationalsozialismus weiter beschäftigt wurde, lag auch am passiven Widerstand der Thesaurus-Leitung: Sie legte die 1933 geforderten Fragebögen ihrer Rockefeller-Stipendiaten nicht vor, in denen die arische Herkunft belegt werden sollte. Zu Brinks Kollegen gehörten Wolfgang Schmid und Hans Julius Wolff, der wie Brink Rockefeller-Stipendiat war.
Ein geringes zusätzliches Einkommen bot Brink die Mitarbeit an Paulys Realencyclopädie der classischen Altertumswissenschaft, für die er mehrere Einzelartikel über griechische Philosophen und einen 50-spaltigen Überblicksartikel über den Peripatos verfasste.

### Vomenemy alienzumBritish subject: C. O. Brink in England

#### Als deutscher Emigrant (1938–1947)
Bis zum 25. März 1938 arbeitete Brink beim Thesaurus. Eine Weiterfinanzierung war wegen der politischen Lage in Deutschland unmöglich. Nach mehreren erfolglosen Bewerbungen in der Schweiz, den USA und Großbritannien erhielt er durch Vermittlung von W. D. Ross eine Stelle beim Oxford Latin Dictionary, die er im März 1938 antrat. Brink verbesserte seine Beherrschung der englischen Sprache während dieser Zeit und verfasste seine späteren Schriften ausschließlich auf Englisch.
Nachdem im Oktober 1938 jüdischen Anwälten in Deutschland die Berufsausübung gesetzlich untersagt wurde, bemühte sich Brink, seinen Eltern die Emigration zu ermöglichen. Im April 1939 hatte er Erfolg: Seine Eltern reisten nach England ein und siedelten sich in Oxford an.
Während dieser Zeit war Brink immer noch deutscher Staatsbürger. Aus diesem Grund wurde er von Juni bis Oktober 1940 als enemy alien (Bürger eines feindlichen Staates) inhaftiert. 1941 erkannte das Deutsche Reich allen Emigranten die deutsche Staatsbürgerschaft ab. Im Oktober 1941 verlor Brink seine Stelle beim Oxford Latin Dictionary, als die Arbeit daran für die Dauer des Krieges eingestellt wurde. Eine neue Arbeit fand er als Tutor am Magdalen College, an dem er im Folgejahr zum Senior Classical Master ernannt wurde. Im selben Jahr trat er der Church of England bei und heiratete Daphne Hope Harvey.

#### Einbürgerung und Eintritt in die akademische Lehre
Im Februar 1947 erhielt Brink die britische Staatsbürgerschaft und damit die Möglichkeit, in die akademische Lehre des Landes einzutreten. Im März 1948 anglisierte er seine deutschen Vornamen Karl Oskar zu Charles Oscar. Im selben Jahr wurde er als Senior Lecturer an der University of St Andrews angestellt. Schon drei Jahre später (1951) folgte er einem Ruf auf den Chair of Latin an der University of Liverpool. 1954 wechselte er als Kennedy Professor of Latin an die University of Cambridge, an der er bis zu seiner Emeritierung (1974) in Lehre und Forschung wirkte. Von 1973 bis 1985 fungierte er als Trustee und Chairman beim Robinson College, das ihn bei seinem Ausscheiden zum Honorary Fellow ernannte.
Während seiner Jahre in Cambridge beteiligte sich Brink an der Reform des altsprachlichen Unterrichts in Großbritannien. Er spielte eine entscheidende Rolle bei den Gründungen der Joint Association of Classical Teachers und des Cambridge Schools Classics Project. Außerdem erneuerte Brink seine Kontakte mit der University of Oxford, die ihn kurz nach seiner Berufung nach Cambridge zum Professorial Fellow des Gonville and Caius College wählte.
Als Klassischer Philologe erwarb Brink seit den 1950er Jahren internationales Ansehen. 1960 und 1966 hielt er sich als Member am Institute for Advanced Study in Princeton auf, 1970 war er Gastprofessor an der Universität Bonn. 1964 wurde er zum Mitglied der British Academy gewählt, 1973 zum korrespondierenden Mitglied der Bayerischen Akademie der Wissenschaften. Die Universität Cambridge verlieh ihm 1973 den Grad Doctor of Letters.
Zum Thesaurus Linguae Latinae hatte Brink eine lange Beziehung. Nach seiner Assistentenzeit in den 1930er Jahren behielt er das Projekt stets im Auge. In seinem Horazbuch demonstrierte er, wie die Archivbestände und die bereits erschienenen Bände philologische Arbeit unterstützen können. 1967 trat er als Delegierter der British Academy in die Thesaurus-Kommission. 1979 trat er als Vizepräsident in den Geschäftsführenden Ausschuss ein, 1988 wurde er zum Präsidenten der Thesaurus-Kommission gewählt. Er starb am 4. März 1994 nach sechs Jahren im Amt.

## Leistungen
Als Forscher beschäftigte sich Charles Oscar Brink mit der antiken Geistes- und Ideengeschichte. Schwerpunkte waren die antike Philosophie (besonders der Peripatetiker), Geschichtsschreibung (Tacitus) und Literaturtheorie (Horaz).

### Philosophie: Aristoteles und der Peripatos
Am Beginn von Brinks Laufbahn steht die antike Philosophie. In seiner Dissertation behandelte er (wie schon vor ihm Jaegers Schüler Richard Rudolf Walzer) die pseudoaristotelische Schrift Magna Moralia. Wie Walzer wies auch Brink Aristoteles’ Verfasserschaft zurück, jedoch mit anderen Argumenten. Aus formalen Gründen datierte er die Schrift in die Generation der Enkelschüler des Philosophen.
Da Brink schon als 26-Jähriger ein ausgewiesener Kenner der peripatetischen Philosophie war, beauftragte ihn Wilhelm Kroll, für die von ihm redigierte Realenzyklopädie einen Artikel über den Peripatos zu verfassen. Brink erledigte diese Aufgabe in den Jahren 1935 und 1936 und schrieb daneben auch einige kleinere Artikel über einzelne Philosophen. In den 1940er und 1950er Jahren verfasste er noch einige Aufsätze, unter anderem eine Fragmentsammlung des Philosophen Praxiphanes.

### Geschichtsschreibung: Tacitus
Auch Brinks Beschäftigung mit der antiken Geschichtsschreibung geht auf seine Studienzeit zurück, besonders auf seine Lehrer Wilamowitz in Berlin und A. M. Clark in Oxford. Seit 1932 beschäftigte sich Brink mit dem kaiserzeitlichen Autor Tacitus. Er arbeitete die spezifisch römischen formalen Aspekte des taciteischen Geschichtswerks heraus, indem er dessen Darstellung der julisch-claudischen Dynastie und der Flavier mit der Parallelüberlieferung verglich.
Darüber hinaus führte Brink in einer textkritischen Studie den Nachweis, dass der Codex Laurentianus Mediceus 68.1 kein grundsätzlich zuverlässiger Textzeuge für die ersten sechs Bücher der Annalen sei. Damit rüttelte Brink an dem Fundament, auf dem der Annalen-Text seit der Ausgabe von Justus Lipsius (1574) beruhte. An der wissenschaftlichen Kontroverse, die dieser These folgte, beteiligte sich Brink ab 1953 nicht mehr. Er beriet aber Francis Richard David Goodyear (1936–1987) bei seiner Ausgabe der ersten sechs Bücher der Annalen.